# Prothelymna
Prothelymna is een geslacht van vlinders van de familie bladrollers (Tortricidae), uit de onderfamilie Tortricinae.

## Soorten
- P. antiquana (Walker, 1863)
- P. niphostrota Meyrick, 1907